# Hospital Enrique Baltodano
El Hospital Dr. Enrique Baltodano Briceño es un centro médico estatal perteneciente a la Caja Costarricense de Seguro Social. Se encuentra ubicado en el barrio Moracia de la ciudad de Liberia, en la provincia de Guanacaste, en  Costa Rica.
Dentro de la estructura hospitalaria del país, el Enrique Baltodano se cataloga como un hospital regional. Atiende la mayor parte de la provincia, en concreto los cantones de Liberia, Bagaces, Carrillo  y La Cruz.

## Historia
Desde la fundación de Liberia (entonces Guanacaste), en septiembre de 1769,
hasta su consolidación como cantón y como cabecera, el 30 de mayo de 1854 por
Ley N.º 3, no se contaba con un centro hospitalario donde atender a su población,
esta tenía que trasladarse hasta San José, al Hospital San Juan de Dios, con
todos los inconvenientes que ello implicaba, o hacia Puntarenas, donde a
mediados del siglo XIX ya se contaba con un hospital fundado en 1852 que
prestaba sus servicios a todos los vecinos de la región y en especial a los
extranjeros que lo necesitaran.
Liberia empezó a tomar importancia como centro político y administrativo en el
siglo XVIII, ya que tenía la facilidad de ser un pueblo de descanso para quienes
viajaban a Nicaragua a hacer sus negocios y además poseía un clima favorable
para los hacendados, al estar situado al margen derecha del río Guanacaste y
muy cerca del río Tempisque haciendo favorable la ganadería.
Su localización estratégica de punto de encuentro permitió que en 1856 funcionara
como centro de operaciones en el conflicto en que vivió Costa Rica contra los
filibusteros en la Campaña Nacional y facilitó el funcionamiento de un Hospital de
Campaña, dirigido por el médico alemán Carl Hoffmann.
Para la edificación del local tuvo que recurrirse a las viejas edificaciones de
bahareque del Hospital San Juan de Dios de San José, que fueron de gran utilidad
de dicha guerra y sirvieron como centro de atención de muchos heridos y
enfermos.
Por lo tanto no es gratuito que se le nombrara al principio como Hospital San Juan
de Dios, como aparece registrado en los anuarios estadísticos.
La atención de heridos requirió que el Dr. Hoffmann hiciera una amplia solicitud de
medicinas y equipo para el hospital, por lo que el 28 de abril de 1856, se le
enviaron 3 cajones con medicinas y médicos para el ejército expedicionario.
En Liberia y al cuidado del Dr. Santiago Hogan, se improvisó un Hospital para
heridos que fuesen llegando procedentes de Nicaragua.
La epidemia del cólera tuvo un gran impacto en la salud y el bienestar de la
población en general, los estragos que produjo en Liberia motivaron al gobierno a
tomar medidas para amortiguar los efectos.
En el siglo XIX, nuestro país disponía de 3 Hospitales que funcionaban con
muchas limitaciones (el Hospital San Juan de Dios en San José, El San Rafael en
Puntarenas y el San Francisco de Asís en Grecia). Esta situación se sostuvo así
hasta que se fundaron los Hospitales de Cartago y Liberia.
Liberia, luego de los hechos bélicos de 1856, no fue hasta 20 años después (9 de
septiembre de 1877), cuando se reúne el gobernador de la provincia de
Guanacaste, Pedro Acosta Mena, con un grupo liberianos para elegir la junta
directiva que estableciera un hospital de caridad en dicho lugar.
El motivo que expuso Acosta fue: “Esta capital necesita como una de sus
apremiantes necesidades de un hospital”.
Otros factores que propiciaron el establecimiento del hospital fue la donación de
500 colones hecha por el presbítero Juan Casas quien murió en Bagaces en 1876.
Dicha donación iba dirigida al Hospital San Juan de Dios pero como existía un
proyecto de abrir un hospital en Liberia, se resolvió dedicarlo a ese fin.
Documentos como el expediente N.º 156 de la serie de Beneficencia del Archivo
Nacional de 1878, datan sobre el proyecto de establecer un hospital de caridad en
el cantón de Liberia, además se incluían los planos del edificio que lo albergaría.
Una vez decidido el sitio, el gobernador de Guanacaste Pedro Acosta decidió el 15
de febrero de 1878, establecer un plan de arbitrios e impuestos para el
mantenimiento del hospital, siendo estas las primeras iniciativas para dotar al
nuevo hospital de equipo y de personal. Su primer nombre fue: “Hospital de
Caridad Provincial de Liberia”. Luego cambió por el de San Juan de Dios.
Los documentos relativos al funcionamiento del hospital datan las condiciones
limitadas que tenía el centro médico para ejercer a cabalidad sus funciones.
Dadas las condiciones precarias se estableció por Decreto N.º 24 del 18 de julio de 1893, un impuesto de un peso a cada tonelada madera que se exportara por
Puntarenas, para los centros médicos de Puntarenas y Liberia, dicho decreto fue
reformado por el N.º 30 del 31 de julio de 1895 para incrementar los ingresos, por
iniciativa de los diputados quienes consideraron que: “...el edificio que ocupa el
hospital es inadecuado para el objeto que se destina y que la construcción de uno
nuevo oscilaba unos 50 000 colones”.
En 1900 se aprueban los estatutos de la Junta de caridad de Liberia conforme al
acuerdo N.º 326 del 25 de mayo de 1900.
En 1909 se tienen informes de los gastos referentes a administración y servicios
del Hospital de la ciudad, así como un detalle del presupuesto del personal.
En la sesión celebrada el 14 de julio de 1917, se determinó la mala marcha del
Hospital en cuanto a la mala administración de los fondos siendo estos el
patrimonio de 2 o 3 familias, por lo cual se decide nacionalizarlo con el fin de
romper con este monopolio.
Como dato curioso se mencionó a Enrique Baltodano y a un hermano suyo entre
las personas que debían de figurar en la lista de hermandad (administradora del
Hospital), quienes no habían sido tomados en cuenta para integrarla.
Posteriormente se bautizó el hospital con su nombre.
Una de las pruebas más difíciles que debió de afrontar el hospital fue la fiebre
amarilla, razón que obligó a agrandar el cementerio y a mejorar los servicios en el
centro médico.
Ya para los años posteriores, y exclusivamente en 1996, la Caja Costarricense de
Seguro Social inició una serie de reformas internas que concluyeron con la
aprobación de la ley N° 7852, la cual la faculta para organizarse de forma
desconcentrada a nivel nacional, permitiendo a cada hospital organizarse en áreas 
como: la Gestión de Recursos Humanos, la Contratación Administrativa y la
asignación presupuestaria.
El primer hospital construido en Liberia, estuvo ubicado en el terreno que
actualmente ocupa el supermercado de Supercompro sobre la Avenida 25 de
Julio en el centro de la Ciudad; se inauguró el 15 de agosto de 1878.
En 1955 la Junta de Protección Social inauguró el actual hospital con en nombre
de Hospital Regional de Guanacaste, posteriormente, en reconocimiento a la labor
desplegada por uno de los grandes valores en el campo de la medicina que ha
tenido la ciudad de Liberia y la Provincia de Guanacaste, se le da el nombre de
Hospital Dr. Enrique Baltodano Briceño.
Posteriormente con el fin de mejorar la prestación de los servicios, con la política
del gobierno de la República de integración médico –hospitalaria y
universalización de los seguros, el 1 de agosto de 1975 se traslada a la CCSS el
HEBB
El 23 de julio de 1996, según el artículo 10 de la sesión 7043, la Junta Directiva
acuerda clasificar al establecimiento de salud como Hospital Regional.
Para el año 1998 los servicios brindados por el hospital favorecían la política
actual de desconcentración de las unidades de la CCSS, es así que pare el año
2000 aproximadamente el hospital se declara como un hospital desconcentrado de
la CCSS y se firma el primer compromiso de gestión con las autoridades de la
Institución.